# زابل سیبیل آساتور
زابل آساتور ارمنی: Զապէլ Ասատուր با نام ادبی سیبیل (ارمنی: Սիպիլ؛ زاده ۲۳ ژوئیهٔ ۱۸۶۳ – درگذشته ۱۹ ژوئن ۱۹۳۴) رمان‌نویس، شاعر، نویسنده، نشر و بشردوست ارمنی‌تبار اهل ترکیه بود.

## زندگی‌نامه
سیبیل در مدارس ارمنی و فرانسوی محلی تحصیل نمود. وی در در ۱۸۷۹ از آکادمی اسکودار فارغ‌التحصیل شد. وی یکی از نخستین بانوان ارمنی که در دورن مدرن شعر سروده‌است. زابل آساتور یکی از بنیانگذاران انجمن ملی زنان ارمنی (به ارمنی: Ազգանուէր հայուհեաց ընկերութիւն) بود. سیبیل در سال ۱۹۰۱ با هراند آساتور ازدواج کرد. وی در گورستان ارامنه شیشلی به خاک سپرده شده‌است.

## آثار
- (ایروان ۱۹۳۵)
- (استانبول ۱۹۳۹)
- (ونیز ۱۹۵۵)
- (ایروان ۱۹۶۵)